# 猫塾
猫塾（ねこじゅく）は、吉本興業所属のお笑いコンビ。2019年12月よりカルテット「ぼる塾」内のユニットとなっている。

## メンバー
酒寄 希望（さかより のぞみ、1988年4月16日（37歳） - ）ツッコミ担当
- 東京都出身。
- 立ち位置は向かって左。
- ベリーショートの髪型が特徴。髪を伸ばしていた時期もあったが、2023年12月時点では再びベリーショートに戻っている。
- 既婚者で1児の母。
- 喫煙者であり、以前はマルボロを吸っていた[1]。現在はタバコをやめている。

田辺 智加（たなべ ちか、1983年10月18日（41歳） - ）ボケ担当
- 千葉県市川市行徳出身[2]。
- 実家はとんかつ屋。
- 立ち位置は向かって右。
- かつて「益若つばさみたいになりたい」と思ってダイエットし、渋谷のギャルサーに所属していた[3]。
- 20代後半までギャルをやっていた。
- KAT-TUN亀梨和也の大ファン[4]。
- お笑いの道に入ることになったきっかけは、島田秀平に手相を見てもらった時に「人を幸せに出来るし、人気者になれる」と言われたことから。当時はお笑いのことをよく知らなかったが、やってみようと思ったという[5]。

## 来歴
NSC東京18期生同士で2012年5月に結成。最初はトリオだったが、1人脱退してコンビになる。コンビ名は、その脱退したメンバーが猫好きでコンビ名に「猫」を入れたいということと、タウンワークを見ていたらたまたま塾の募集を見かけたということから「猫塾」となった。
2019年2月に酒寄が産休・育休に入ってからは田辺が「猫塾 田辺」としてピンで活動していたが、同年のM-1グランプリでは後輩（NSC東京20期）の女性コンビ「しんぼる」との即席トリオ「ぼる塾」でエントリー、3回戦に進出する（しんぼるはコンビとしても準々決勝に進出した）。
2019年12月7日に、「しんぼる」と合併してカルテット「ぼる塾」として正式に結成することを発表。酒寄の育休が明けるまではトリオとして活動する。なお、ライブの企画などでは元のコンビとして漫才をすることもあるという。

## 芸風
主に漫才。いい女風のキャラクターの田辺のボケが特徴。
酒寄が突っ込んだ後に田辺から「馬鹿」と言われ、フォローするのが主な流れ。田辺がネタ中に「まぁね」「はぁい」等と言う事も多い。ジャングルポケット・斉藤慎二の「ハイ!!」というギャグは、もともと田辺が授けた「はぁい」が元になったものだという。

## 出演
「ぼる塾」となってからの出演については、ぼる塾#出演の節を参照。

### テレビ
- 有田ジェネレーション（TBS）
- 前略、西東さん（中京テレビ）
- 踊る!さんま御殿!!（日本テレビ）
- オサレもん（フジテレビジョン）
- 女芸人争奪！ガールズスカウト2016（日本テレビ、2016年1月3日）

### ラジオ
- マイナビ Laughter Night（TBSラジオ）

### 舞台
- ラフドール（2019年7月6日、7日、大塚ドリームシアター） - 田辺のみ出演[9]

### ライブ
- 単独ライブ「Time is Sweets ～時はマカロン～」ヨシモト∞ホール(2016年7月9日)

## 賞レースなどでの戦績
- M-1グランプリ
  - 2015年 - 三回戦敗退
  - 2016年 - 三回戦敗退
  - 2017年 - 二回戦敗退
  - 2018年 - 二回戦敗退
  - 2019年 - 三回戦敗退（ぼる塾）[10]